# Cambiago
Cambiago es una localidad y comune italiana de la provincia de Milán, región de Lombardía, con 6.273 habitantes.

## Evolución demográfica
| Gráfica de evolución demográfica de Cambiago entre 1861 y 2001 |
|                                                                |
| Fuente ISTAT - elaboración gráfica de Wikipedia                |